# Ser de Luz
Ser de Luz – Uma homenagem a Clara Nunes é o segundo álbum ao vivo da cantora brasileira Mariene de Castro, lançado em 2013. O show de gravação realizado no Espaço Tom Jobim, no Rio, em 9 de outubro de 2012, e que é a origem do CD e do DVD. A intérprete baiana esbanja emoção, teatralidade, carisma e intimidade com o que canta, arrebatando a plateia e tornando também suas as 16 músicas selecionadas, todas tão marcadas pela voz de Clara.
| “ | “Eu sigo meu coração; foi um desafio e estou muito feliz. Clara merecia essa homenagem de uma baiana, pois ela cantou muito a Bahia, o Nordeste” | ” |

, diz Mariene, cujo lado atriz tem chegada ao cinema prevista para este ano, no longa-metragem "Quase Samba", de Ricardo Targino.

## CD

### Faixas
| N.º | Título                                                   | Compositor(es) | Duração |  |
| 1.  | "Minha Missão / Citação: Um Ser de Luz"                  |                | 4:03    |  |
| 2.  | "Guerreira"                                              |                | 4:52    |  |
| 3.  | "Menino Deus"                                            |                | 3:21    |  |
| 4.  | "Feira de Mangaio"                                       |                | 3:36    |  |
| 5.  | "Coisa da Antiga" (Part. Zeca Pagodinho)                 |                | 4:33    |  |
| 6.  | "Morena de Angola"                                       |                | 4:07    |  |
| 7.  | "Canto das Três Raças"                                   |                | 3:52    |  |
| 8.  | "A Deusa dos Orixás"                                     |                | 4:02    |  |
| 9.  | "Juízo Final" (Part. Diogo Nogueira)                     |                | 3:52    |  |
| 10. | "Coração Leviano"                                        |                | 3:57    |  |
| 11. | "Sem Companhia"                                          |                | 4:42    |  |
| 12. | "O Mar Serenou / Citação: Eu Morava Na Areia"            |                | 6:05    |  |
| 13. | "Ijexá"                                                  |                | 4:56    |  |
| 14. | "Conto de Areia"                                         |                | 4:02    |  |
| 15. | "Ê Baiana / Citação: Embala Eu"                          |                | 4:29    |  |
| 16. | "Portela Na Avenida / Citação: Hino Nacional Brasileiro" |                | 5:09    |  |

## DVD
O DVD dirigido por Darcy Bürger tem nos extras registros ao vivo de cinco canções do disco Tabaroinha. Entre elas estão "A Pureza da Flor", "Filha do Mar", "Amuleto da Sorte", "Não Vou Pra Casa" e a que inspira o título do projeto, "Um Ser de Luz"”. Estas ficou de fora das 16 faias do CD, embora seja citada no início do show, por não fazer parte do repertório de Clara, já que foi composta por Mauro Duarte, João Nogueira e Paulo César Pinheiro em homenagem a ela logo após sua morte. Mariene não consegue interpretá-la sem chorar.

### Faixas
| N.º | Título                                                   | Duração |  |
| 1.  | "Minha Missão / Citação: Um Ser de Luz"                  |         |  |
| 2.  | "Guerreira"                                              |         |  |
| 3.  | "Menino Deus"                                            |         |  |
| 4.  | "Feira de Mangaio"                                       |         |  |
| 5.  | "Coisa da Antiga" (Part. Zeca Pagodinho)                 |         |  |
| 6.  | "Morena de Angola"                                       |         |  |
| 7.  | "Canto das Três Raças"                                   |         |  |
| 8.  | "A Deusa dos Orixás"                                     |         |  |
| 9.  | "Juízo Final" (Part. Diogo Nogueira)                     |         |  |
| 10. | "Coração Leviano"                                        |         |  |
| 11. | "Sem Companhia"                                          |         |  |
| 12. | "O Mar Serenou / Citação: Eu Morava Na Areia"            |         |  |
| 13. | "Ijexá"                                                  |         |  |
| 14. | "Conto de Areia"                                         |         |  |
| 15. | "Ê Baiana / Citação: Embala Eu"                          |         |  |
| 16. | "Portela Na Avenida / Citação: Hino Nacional Brasileiro" |         |  |
| 17. | "A Pureza da Flor"                                       |         |  |
| 18. | "Filha do mar"                                           |         |  |
| 19. | "Amuleto da Sorte"                                       |         |  |
| 20. | "Não Vou Pra Casa"                                       |         |  |
| 21. | "Um Ser de Luz"                                          |         |  |